# Václavov (Písečné)
Václavov (německy Wenzelsdorf) je malá vesnice, část obce Písečné v okrese Jindřichův Hradec v Jihočeském kraji. Leží 3,6 kilometru severozápadně od Písečného, v nadmořské výšce 481 metrů, na mírném svahu při jižním úpatí Mutenského hřbetu v jižní části Brtnické vrchoviny. Jižně od vesnice protéká v údolí Slavětínský potok, který je pravostranným přítokem Moravské Dyje.

## Historie

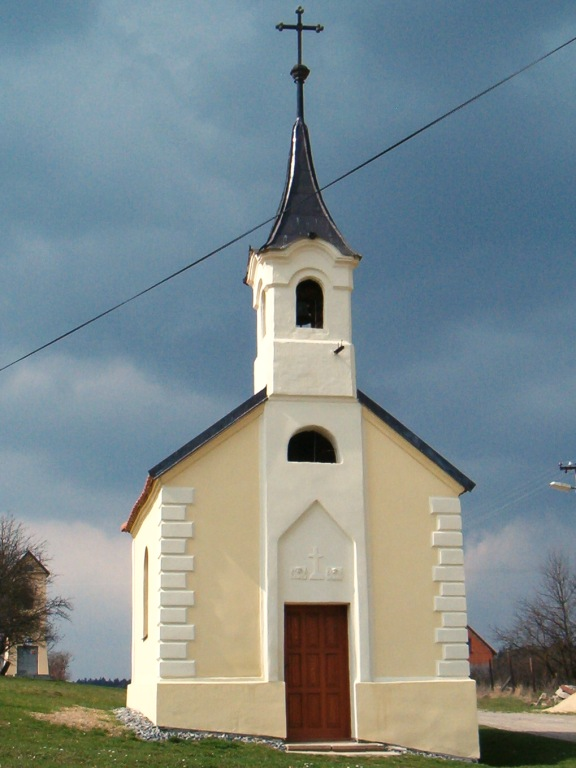
Kaplička na návsi

Ves byla založena roku 1712 na panství Staré Hobzí a jeho součástí zůstala až do roku 1849. Desátky byly odváděny faře v Nových Sadech a panství Staré Hobzí. Na návsi byla postavena kaplička s průčelní vížkou a oltářním obrazem korunování Panny Marie. Ves byla přiškolena a přifařena k Novým Sadům a po vzniku Československa přiškolena ke Chvaletínu. Později navštěvovaly děti školu v Písečném a ve Slavonicích. V době první republiky sestával katastr obce ze 76 hektarů polí, 2,8 hektaru luk, 2 hektary zahrad, 17 hektarů pastvin a 15 hektarů lesa. Polní trati nesly názvy: Ackerried, Leitenried, Sattelried, Toblichgraben. Elektrifikace obce připojením na síť ZME Brno proběhla až v roce 1946.

## Přírodní poměry
Katastrální území vesnice na východě zasahuje až k údolí Moravské Dyje, které je v přilehlém úseku součástí přírodní památky Moravská Dyje.

## Obyvatelstvo
V dříve německé obci nyní žije, po odsunu německého obyvatelstva v roce 1945, dosídlené české obyvatelstvo. V roce 1837 žilo v 18 domech 83 německy mluvících obyvatel, po pozemkové reformě v roce 1926 v 18 domech 79 Němců, dva Češi a jeden obyvatel cizí státní příslušnosti.
| Rok            | 1869 | 1880 | 1890 | 1900 | 1910 | 1921 | 1930 | 1950 | 1961 | 1970 | 1980 | 1991 | 2001 | 2011 | 2021 |
| -------------- | ---- | ---- | ---- | ---- | ---- | ---- | ---- | ---- | ---- | ---- | ---- | ---- | ---- | ---- | ---- |
| Počet obyvatel | 83   | 81   | 75   | 74   | 88   | 82   | 78   | 49   | 47   | 22   | 5    | 4    | 3    | 5    | 3    |
| Počet domů     | 18   | 18   | 18   | 17   | 17   | 18   | 17   | 13   | 7    | 7    | 3    | 10   | 10   | 10   | 9    |

## Obecní správa
Václavov byl samostatnou obcí a do roku 1849 byl Václavov součástí panství Staré Hobzí ve Znojemském kraji. V letech 1850 až 1855 byl podřízen politické pravomoci Podkrajského úřadu v Dačicích a v soudní správě okresnímu soudu tamtéž. Po vzniku smíšených okresních úřadů s politickou a soudní pravomocí byl v letech 1855 až 1868 podřízen Okresnímu úřadu v Dačicích. Po oddělení veřejné správy a soudnictví v roce 1868 se vrátil pod politickou pravomoc Okresního hejtmanství v Dačicích. Od roku 1911 do roku 1938 náležel pod soudní okres Slavonice.
V letech 1938 až 1945 byl Václavov v důsledku uzavření Mnichovské dohody přičleněn k nacistickému Německu a až do roku 1945 patřil pod říšskou župu Dolní Podunají, Landrat Waidhofen an der Thaya a soud (Amtsgericht) ve Slavonicích. Po osvobození v květnu 1945 náležel pod Okresní národní výbor v Dačicích a v jeho rámci od roku 1948 pod nově vzniklý Jihlavský kraj. Toto začlenění trvalo do poloviny roku 1960, kdy byl Václavov připojen pod okres Jindřichův Hradec a Jihočeský kraj, což trvalo až do zrušení Okresního úřadu v Jindřichově Hradci koncem roku 2002. V roce 1960 byl Václavov připojen k obci Chvaletín a od 1. ledna 1976 k Písečnému. Od roku 2003 spadá pod pověřený Městský úřad v Dačicích v samosprávném Jihočeském kraji.

### Pamětihodnosti
- Kaplička Panny Marie na návsi